# Dendrocalamus sinicus
Dendrocalamus sinicus är en gräsart som beskrevs av Liang Chi Chia och J.L.Sun. Dendrocalamus sinicus ingår i släktet Dendrocalamus och familjen gräs. Inga underarter finns listade i Catalogue of Life.